# Вер-Тамріан
Вер-Тамріа́н (індонез. Wer Tamrian) — один з 10 районів округу Західне Південно-Східне Малуку провінції Малуку у складі Індонезії. Розташований на південному-сході острова Ямдена. Адміністративний центр — селище Атубул-Рая.
Населення — 10168 осіб (2012; 9708 в 2010).

## Адміністративний поділ
До складу району входять 1 селище та 7 сіл:
| Населений пункт        | Населення, осіб (2010) |
| ---------------------- | ---------------------- |
| Амдаса, село           | 702                    |
| Аруї-Баб, село         | 1771                   |
| Аруї-Дас, село         | 878                    |
| Атубул-Рая, селище     | 2105                   |
| Лорулун, село          | 1817                   |
| Сангліат-Дол, село     | 681                    |
| Сангліат-Краваїн, село | 702                    |
| Тумбур, село           | 1106                   |